# Autoroute A13 (Luxembourg)
Pour les articles homonymes, voir Autoroute A13.
L'autoroute A13 (luxembourgeois : Autobunn A13), appelée aussi collectrice du Sud pour sa partie ouest et liaison avec la Sarre pour sa partie est, est une autoroute qui relie Pétange à l'Allemagne sans passer par la capitale. Elle débute au rond-point Église entre Pétange et Bascharage, à l'ouest, et Schengen où elle passe la frontière allemande et rejoint l'autoroute allemande 8. Elle est constituée de deux tronçons distincts reliés entre eux par l'autoroute A4, qu'il faut emprunter sur deux kilomètres environ.

## Historique
L'autoroute A13 est constituée de deux tronçons aux histoires différentes.

### Histoire de la collectrice du Sud
La section ouest de l'A13, dite « collectrice du Sud » qui relie Pétange à Esch-sur-Alzette, est ouverte en 1994.

### Histoire de la liaison avec la Sarre
La section est de l'A13, dite « liaison avec la Sarre » qui relie Esch-sur-Alzette à la frontière entre l'Allemagne et le Luxembourg, est ouverte en 2003.

## Description

### Caractéristiques
La section dite « collectrice du Sud » de l'autoroute A13 relie, dans le prolongement de l'avenue de l'Europe (route nationale 31), le lieu-dit Biff à Bascharage à l'échangeur de Lankelz à Lallange avec l'autoroute A4 en sillonnant les Terres Rouges et en longeant les localités de Sanem, Ehlerange, Mondercange et Esch-sur-Alzette. Administrée par l'administration des ponts et chaussées, sa longueur est de 20,361 km et constitue la partie ouest de l'autoroute A13.
La section dite « liaison avec la Sarre » de l'autoroute A13 relie l'échangeur d'Esch-sur-Alzette avec l'autoute A4 à la frontière avec l'Allemagne et à l'autoroute allemande 8 vers Sarrebruck en rejoignant la croix de Bettembourg par Kayl puis suit la vallée de la Gander qu'elle suit jusqu'à Mondorf-les-Bains en passant sur les territoires de Hellange, Frisange, Aspelt et Altwies. Ayant dépassé les villages d’Elvange et Burmerange, elle s'enfonce dans le tunnel du Markusbierg pour rejoindre la vallée de la Moselle qu'elle traverse sur le viaduc de Schengen et rejoint l’autoroute allemande 8. Aussi administrée par l'administration des ponts et chaussées, sa longueur est de 21,949 km et constitue la partie est de l'autoroute A13 ainsi qu'une partie de la route européenne 29 (E29) entre la croix de Betembourg et la frontière allemande.
Les deux sections sont reliées par l'autoroute A4 sur environ deux kilomètres.

### Sorties
|    | Dénomination                             | Destinations                           | BK   |
| -- | ---------------------------------------- | -------------------------------------- | ---- |
|    | Début de l'autoroute Prolongation par la | Pétange, Athus , Longwy                | 0,0  |
| 1  | Bascharage                               | Bascharage, Luxembourg                 | 0,3  |
| 1  | En projet                                |                                        |      |
| 2  | Sanem 175                                | Niederkorn, Differdange, Sanem         | 2,9  |
| 3  | Differdange                              | Soleuvre, Differdange, Oberkorn, Sanem | 4,2  |
|    | Tunnel Aessen (200 m)                    |                                        | 5,3  |
|    | Tunnel Ehlerange (225 m)                 |                                        | 7,6  |
| 4  | Ehlerange 110                            | Ehlerange                              | 8,5  |
|    | Jonction Lankelz                         | Autoroute d'Esch                       | 9,0  |
| 5  | Lallange 170                             | Esch-sur-Alzette-Centre, Schifflange   | 10,6 |
|    | Jonction Esch                            | Autoroute d'Esch                       | 11,6 |
| 6  | Schifflange 169                          | Schifflange, Foetz                     | 12,6 |
| 7  | Kayl 165                                 | Kayl                                   | 15,9 |
| 8  | Burange                                  | Dudelange-Burange, Bettembourg         | 18,4 |
|    | Croix de Bettembourg                     | Autoroute de Dudelange                 | 20,6 |
| 9  | Hellange                                 | Hellange                               | 21,8 |
|    | Tunnel Frisange (375 m)                  |                                        | 22,6 |
| 10 | Frisange                                 | Frisange, Hesperange, Thionville       | 26,6 |
|    | Viaduc d'Altwies (195 m)                 |                                        | 30,2 |
| 11 | Altwies                                  | Aspelt, Altwies                        | 30,7 |
|    | Tunnel Mondorf (575 m)                   |                                        | 33,3 |
| 12 | Mondorf-les-Bains                        | Mondorf-les-Bains, Remich              | 34,1 |
|    | Tunnel Markusbierg (1 575 m)             |                                        | 40,1 |
| 13 | Schengen                                 | Remich, Schengen                       | 41,0 |
|    | Viaduc de Schengen (600 m)               |                                        | 41,3 |
|    | Frontière allemande                      | Perl, Sarrelouis, Sarrebruck           | 41,4 |

### Ouvrages d'art
La « collectrice du Sud » comte les ouvrages d'art remarquables suivant :
- la tranchée couverte du rond-point Église, à l'extrémité ouest de l'autoroute ;
- le tunnel d'Aessen ;
- le tunnel d'Ehlerange.

La « liaison avec la Sarre » compte quant à elle plusieurs grands ouvrages d'art :
- le tunnel de Mondorf ;
- le tunnel du Markusbierg ;
- le viaduc de Schengen, à la frontière allemande.

## Projets
L’Administration des Ponts et Chaussée du Luxembourg a le projet de connecter l'extrémité ouest de la Collectrice du Sud (à hauteur du rond-point Biff de Differdange) à l'A28 belge à la hauteur de Sélange et du hameau de Kwintenhof,. Il a également été envisagé de réaliser un by-pass au sud de Mondercange, reliant les deux branches de l'A13 sans transiter par l'A4, mais ce projet de by-pass a été substitué par une augmentation du nombre de voies sur l’A4 entre les deux branches de l’A13,.
La jonction Lankelz avec l'A4 sera réaménagée d'ici les années 2030 en lien avec la création du tramway rapide Luxembourg-Esch.

## Galerie

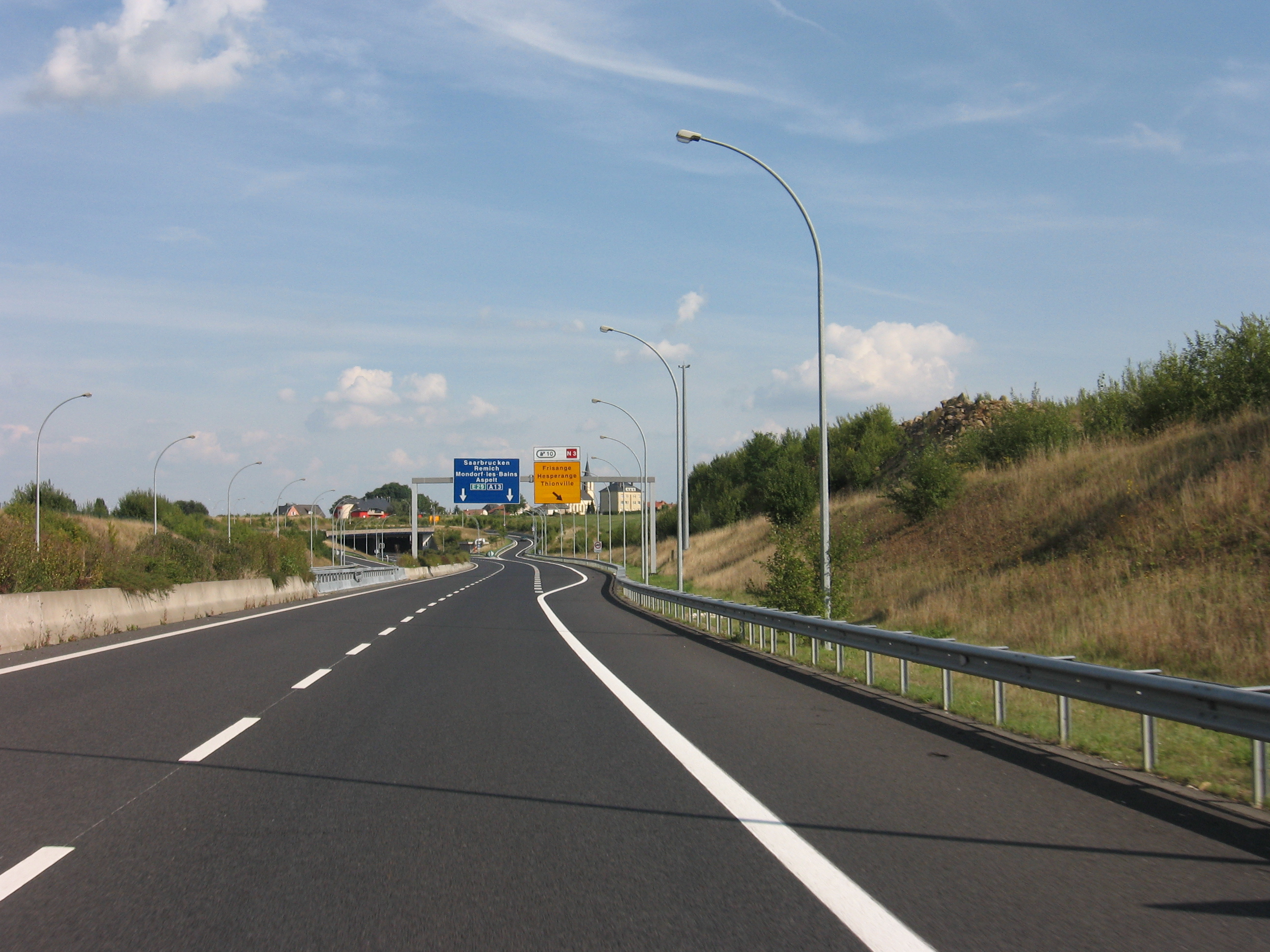
Section orientale de l'autoroute au niveau de Frisange.
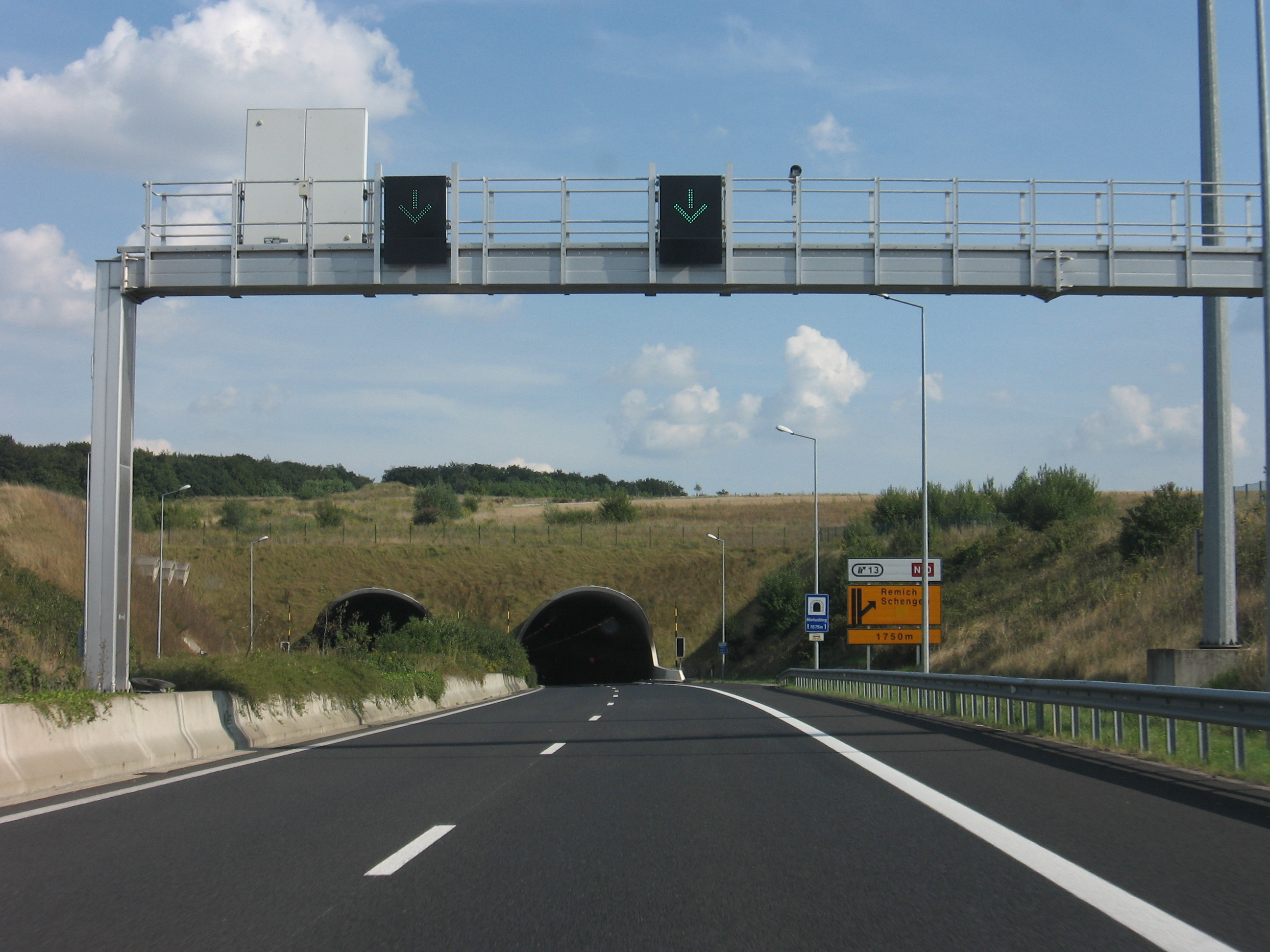
Entrée du Tunnel Markusbierg en direction de l'Allemagne.
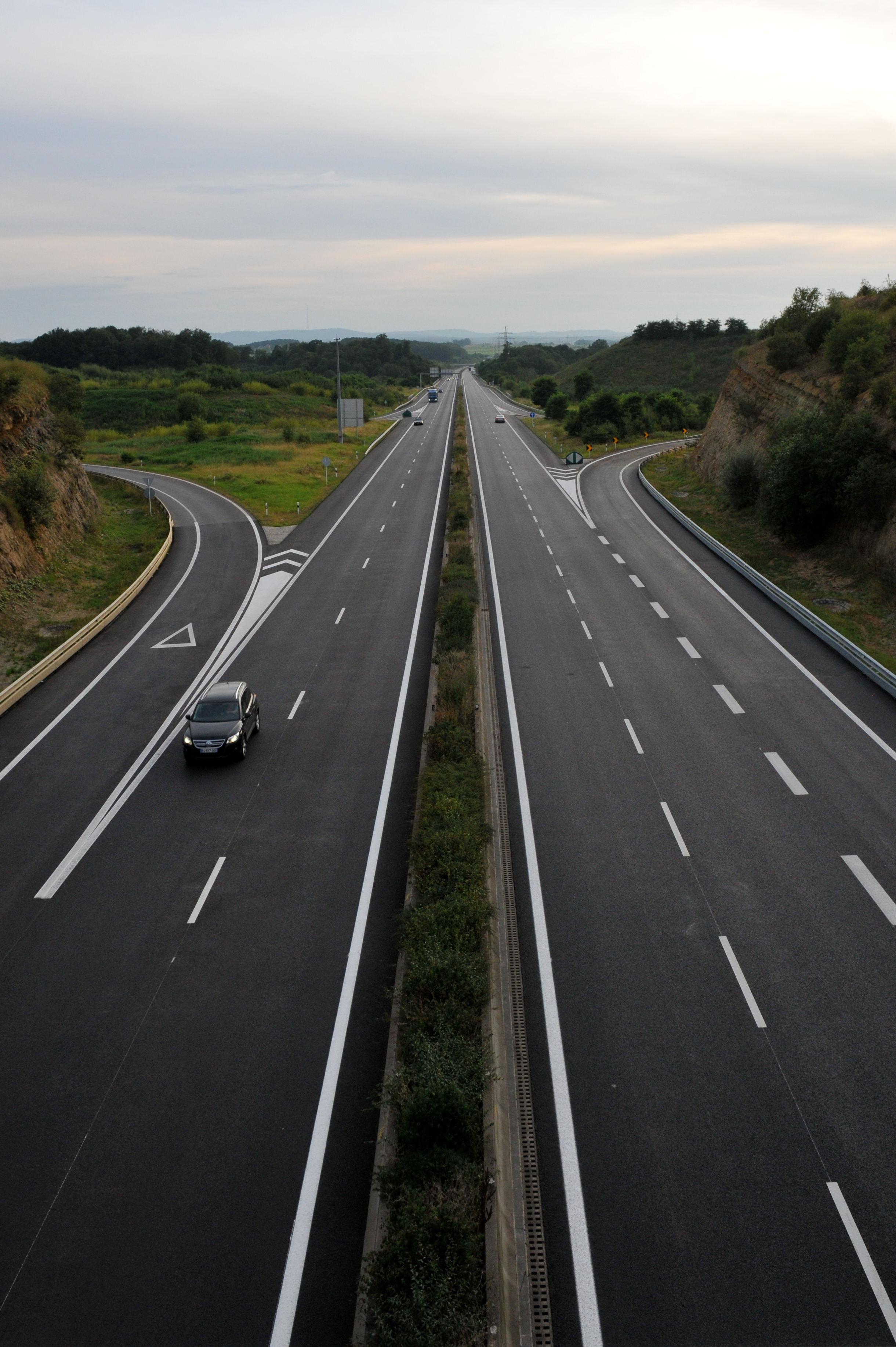
L'A13 au niveau de Altwies.
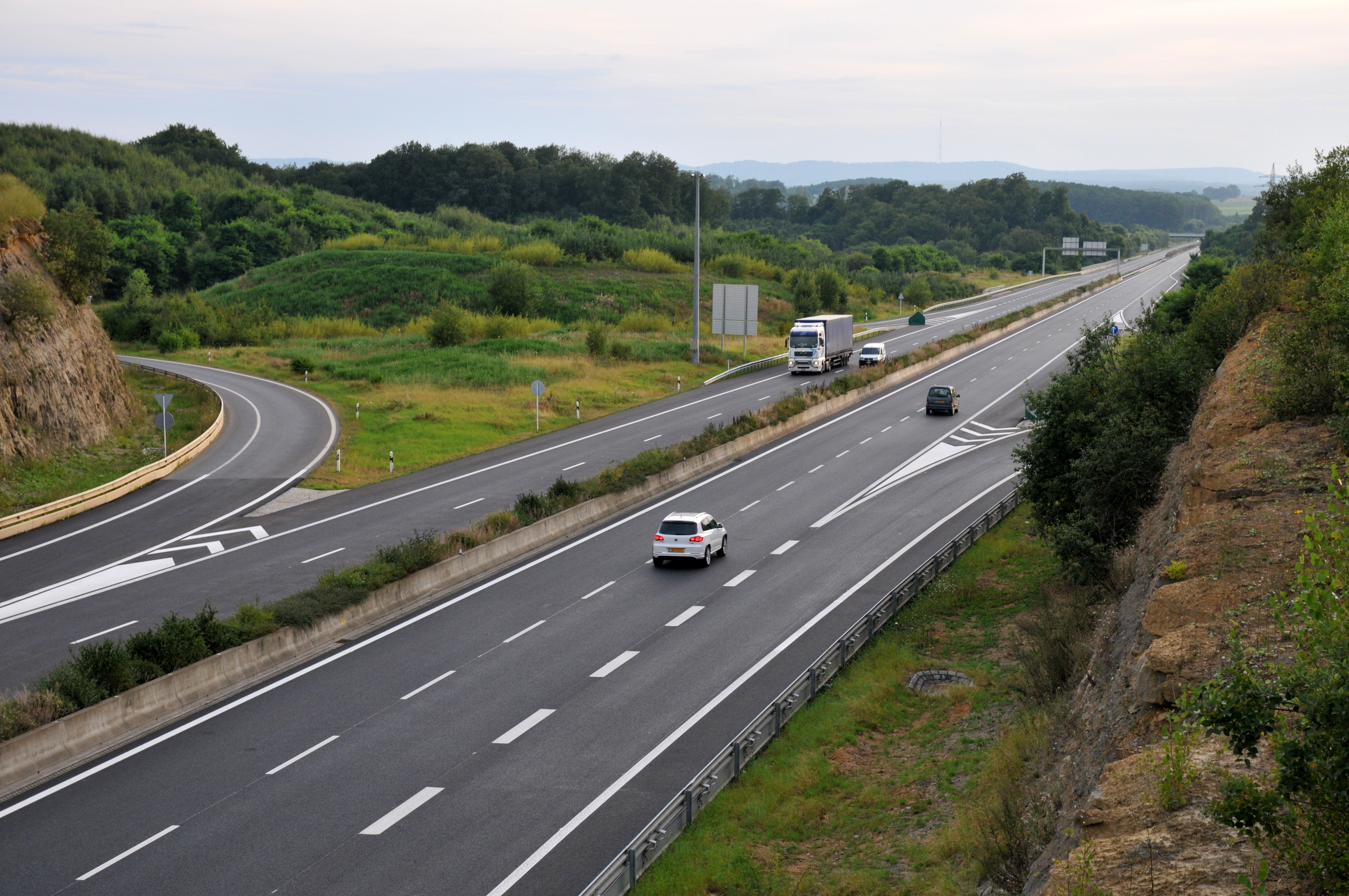
La  11 à Altwies.
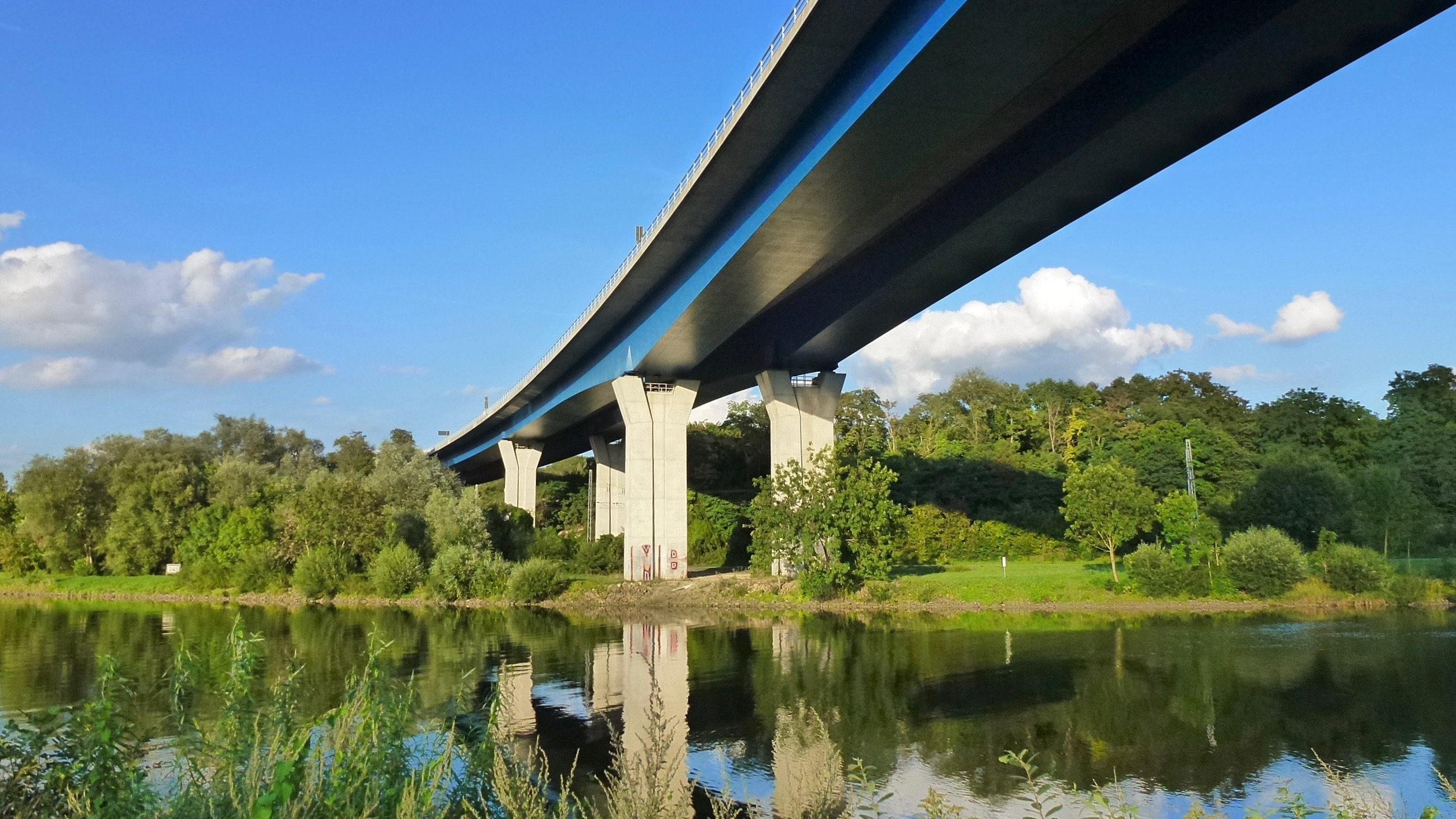
Le Viaduc de Schengen sert à franchir la frontière entre l'Allemagne et le Luxembourg.
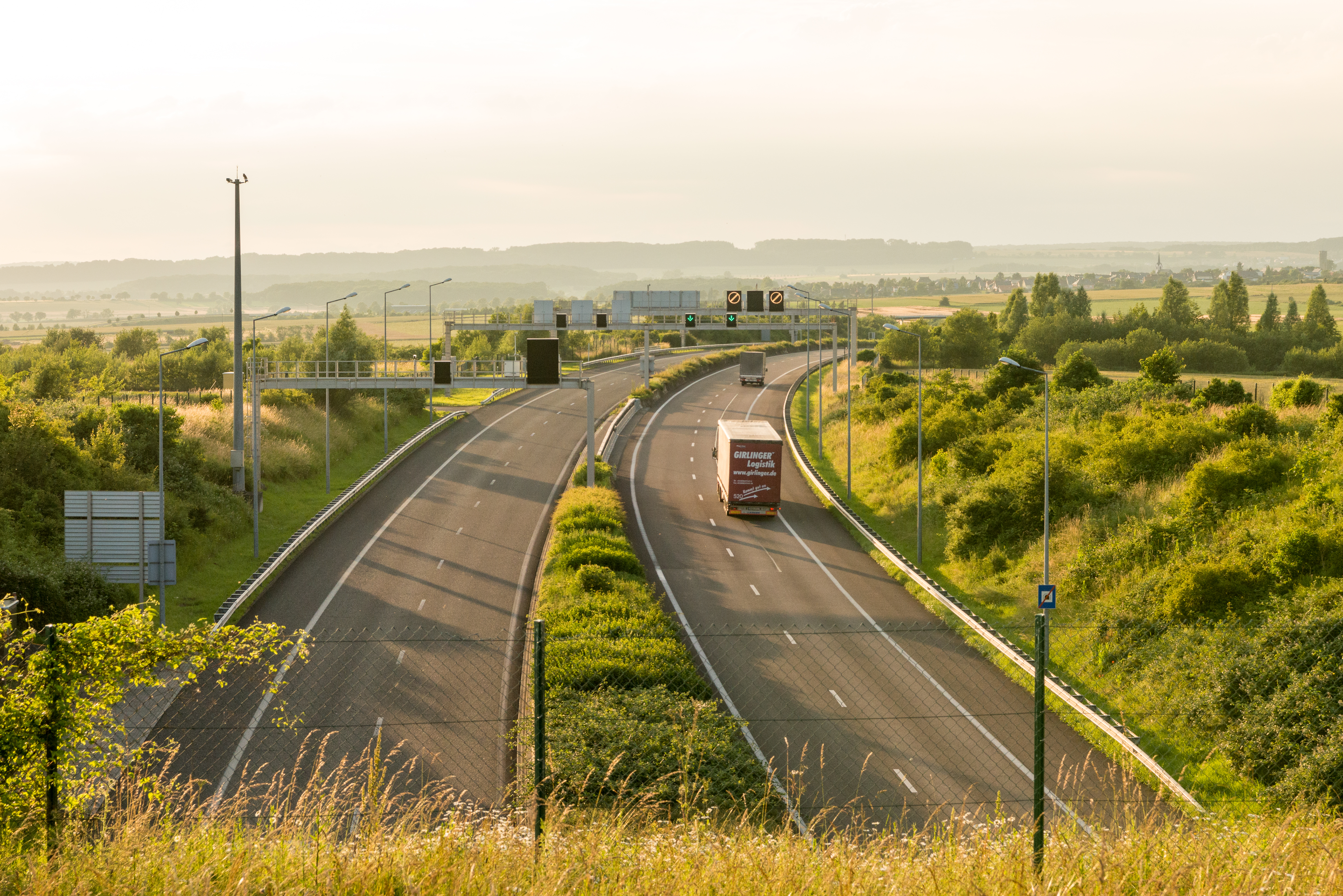
L'A13 sortant du Tunnel Markusbierg à Schengen.
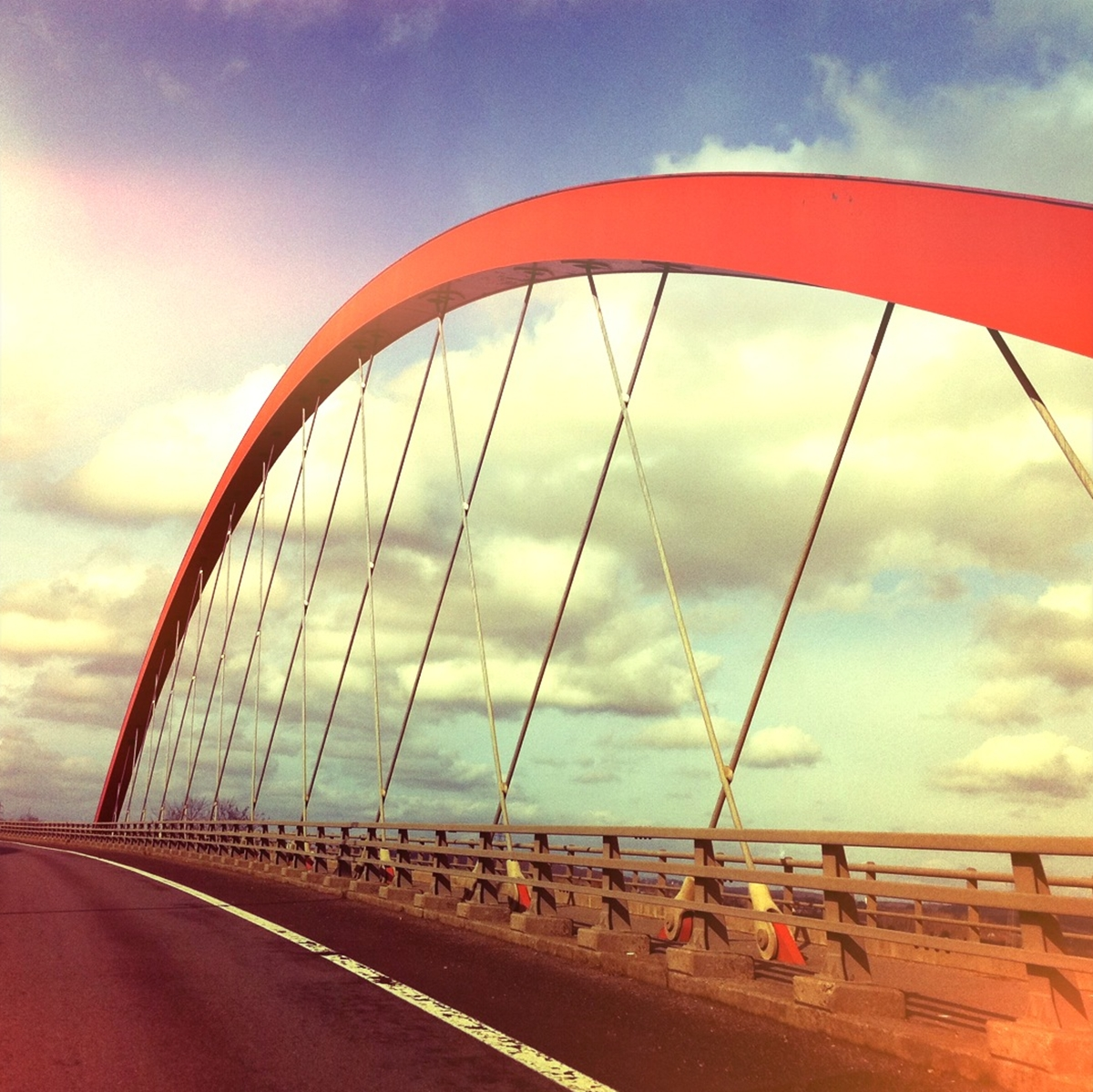
Le « Pont Rouge » au niveau de Schifflange.